# Avançada Progressista
Avançada Progressista (en castellà Avanzada Progresista; AP) és un partit polític de centreesquerra de Veneçuela, fundat al 2012.

## Història
El partit es va formar com a resposta a les intervencions judicials de Podemos i el PPT, els quals s'havien distanciat progressivament del chavisme fins a recolzar les candidatures opositores. Així, part dels sectors crítics que van perdre el control d'aquests partits van unificar-se sota el lideratge de Henri Falcón i d'altres personalitats per generar Avançada Progressista, el qual donaria suport a la candidatura opositora d'Henrique Capriles.
En anys posteriors estableix aliances amb altres partits opositors com Moviment per Veneçuela o Un Nou Temps, formant part del bloc Taula de la Unitat Democràtica (MUD), fins que al 2018 decideixen presentar candidatura per a les eleccions presidencials malgrat l'acord per boicotejar-les, sent expulsats de la coalició.
El març del 2022, el lideratge del partit es va veure disputat entre Luis Augusto Romero, que afirmava ser la màxima autoritat de l'organització, i Henri Falcón qui va ser ratificat president del partit en una assemblea no reconeguda pel Consell Nacional Electoral, el qual la va declarar nul·la i va reconèixer el Comitè Executiu de Luis Augusto com a única autoritat del partit. Així, Falcón decidiria provocar una escissió anunciant la creació d'un nou moviment, denominat «Futur», compost principalment per ex progressistes, cessant així la disputa interna.

## Resultats electorals

### Presidencials
| Any  | Candidats         | Vots        | %           | Pos. | Coalició                       |
| ---- | ----------------- | ----------- | ----------- | ---- | ------------------------------ |
| 2012 | Henrique Capriles | 256.022     | 1,72 / 100  | 2n   | Taula de la Unitat Democràtica |
| 2013 | Henrique Capriles | Sense dades | Sense dades | 2n   | Taula de la Unitat Democràtica |
| 2018 | Henri Falcón      | 588 574     | 6,39 / 100  | 2n   | Concertació pel Canvi          |
| 2024 | Antonio Ecarri    |             |             |      |                                |

### Parlamentàries
| Any  | Vots        | %           | Diputats |
| ---- | ----------- | ----------- | -------- |
| 2015 | Sense dades | Sense dades | 3 / 167  |
| 2020 | 156,207     | 2,51%       | 2 / 277  |

### Regionals
| Any  | Vots    | %    | Governadors | +/- | Alcaldies | +/- |
| ---- | ------- | ---- | ----------- | --- | --------- | --- |
| 2021 | 226.256 | 2,53 | 0 / 23      | =   | 2 / 335   | 2   |